# 文津街
39°55′16″N 116°22′48″E / 39.92110°N 116.38004°E

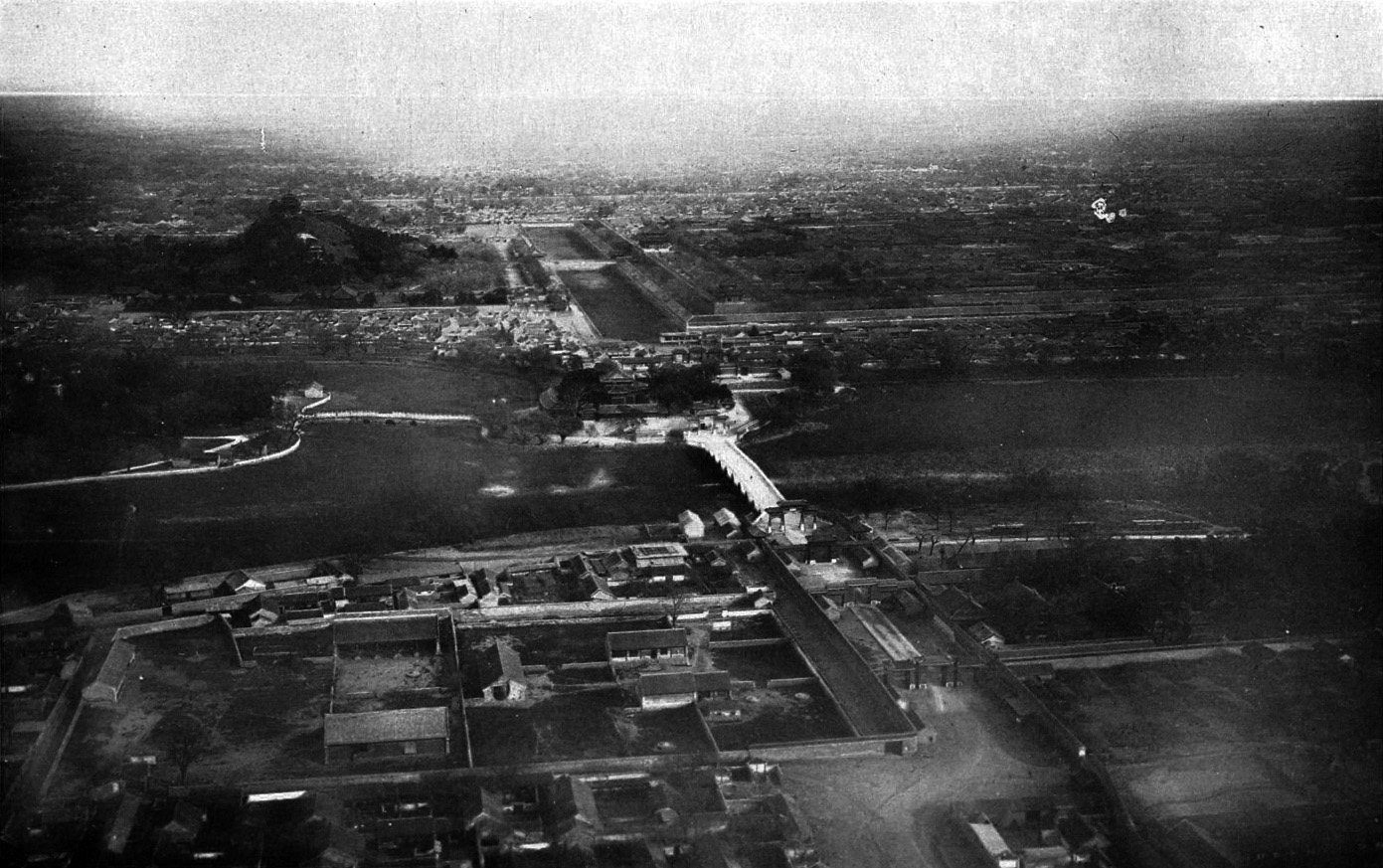
八国联军入侵时法军拍摄的航拍照片，可见金鳌玉蝀桥、景山、故宫、中海和北海。

文津街是位于中国北京市西城区东北部的一条大街。

## 简介
东起北长街北口，与景山前街连接，西至府右街北口，与西安门大街连接。明朝、清朝时，此街无名称，位于西安门内，是北京皇城西部的通道。中华民国后，在明朝玉熙宫（清朝改为御马监）旧址，兴建了北平图书馆新馆（今为中国国家图书馆古籍馆）。民国二十年（1931年），承德避暑山庄文津阁内的《四库全书》移入该馆，于是此街以阁名，称为“文津街”。为了纪念文津阁《四库全书》在国立北平图书馆入藏，馆方于1931年4月10日致函北平市公安局，拟将馆舍门前大街定名“文津街”。1931年5月18日，北平市公安局函复国立北平图书馆，同意将其馆舍门前大街定名“文津街”。并立即着手安装路牌标志和门牌等事。
起初，文津街东起金鳌玉蝀桥（北海大桥），西到养蜂夹道南口，全长约70米，同国立北平图书馆南院墙长度相等。是北平最短的街。全街仅一个门牌即文津街1号，为国立北平图书馆。这条以阁命名的街在北平很特殊，在一条街上只有一个门牌也无先例。当时中南海是北平市政府所在地，其正门在西长安街新华门，开在文津街的门是后门，不另编门牌号。金鳌玉蝀桥西侧的北海公园西南门是旁门，也未另编门牌号。

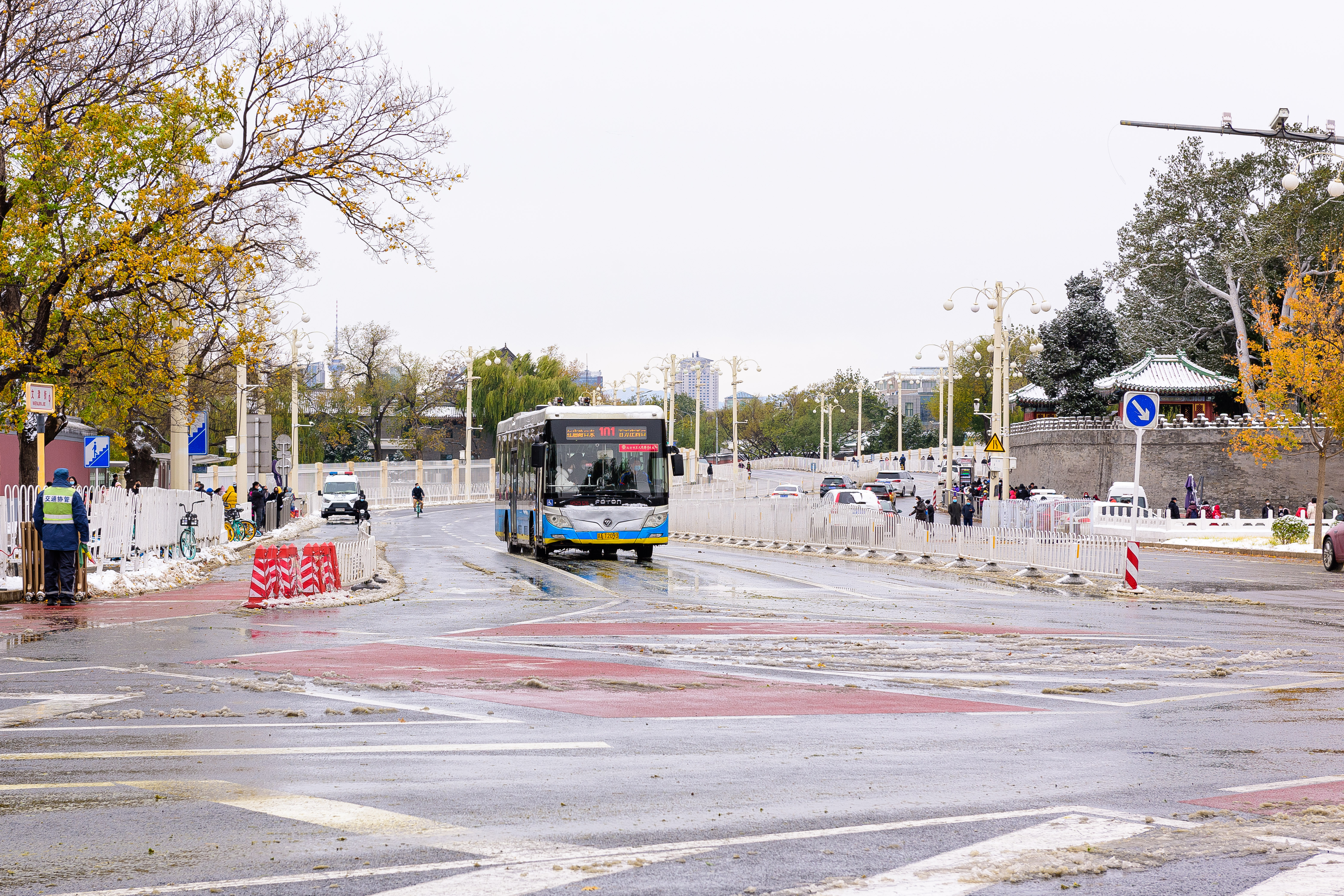
北海团城南侧的文津街

北海公园南侧的文津街上，东、西原先各有一组“三座门”，分别称“北海东三座门”、“北海西三座门”。北海东三座门原址位于金鳌玉蝀桥（北海大桥）以东，有东、西两道红墙，西面红墙断面位置在北海公园南门（正门）售票处以东紧挨着的南北向红墙，与其平行的东面红墙断面位置是自西面红墙往东约20米处。每道红墙并列有三座方形琉璃门楼，中间大两边小，汉白玉底座，黄琉璃瓦顶，左右嵌有黄绿琉璃团花和花饰。两道红墙门之间，南面是中南海的蕉园门（现仍可见中南海外墙上留下的“蕉园门”原位置遗迹），北面是北海的桑园门。当“北海东三座门”东、西两道门共六个门关闭时，宫廷人员可在这个封闭区域往来北海和中南海之间。另外，至少在中华民国时期，在西面三座方形琉璃门楼之间的红墙上已又各开一个方形门洞，正对着东面三座方形琉璃门楼中的南北两座较小的门，以便通行车辆。三座方形琉璃门楼每个门的东西两侧各有半米高的小松柏树围成南北两圈，这两圈长圆形灌木之间是人行道，灌木及人行道周围还有一圈马路牙子。因为妨碍交通，北海东三座门于1955年1月2日至6日被拆除。如今其原址北部留有北海桑园门东西两侧的两小段南北向红墙，北海东三座门的原址现为地下通道上方的文津街马路和停车场。
北海西三座门原址位于金鳌玉蝀桥（北海大桥）以西，北海西南门（阳泽门）和国家图书馆古籍馆之间的文津街上。西三座门有东西三道红墙，每道并列有三座方形琉璃门楼，三个门是紧挨着的，共计9座门楼，中间大两边小。西三座门以东靠南是中南海的福华门，与北海的阳泽门相对。中国第一条皇家专用铁路西苑铁路南起中海瀛秀园，穿过中南海北门福华门，进入正对的北海西南门阳泽门，沿北海西岸北行，经极乐世界往东，到终点镜清斋，全长1510.4米。铁路建于光绪十四年（1888年），1900年八国联军攻入北京，该铁路遭严重破坏。1925年北海公园开园前，西苑铁路被拆除。1955年北海西三座门也被拆除。
北海公园南侧原为三座门街，现已并入文津街。原文津街1号国立北平图书馆后改为文津街7号中国国家图书馆古籍馆。2010年代，文津街门牌只有1号和7号，没有2号、3号、4号、5号和6号。
文津街景色美丽。文津街东段是金鳌玉蝀桥（北海大桥），横跨北海与中南海之间，建于明朝，1950年代加宽，文化大革命期间将汉白玉桥栏改为栅栏，涂白漆，高两米多。大桥东、西两端原有牌楼，东题“玉栋”，西题“金鳌”，1950年代拆除。文津街北侧有北海及团城，南侧为中南海。